# 5201 Ферраз-Мелло
5201 Ферраз-Мелло (5201 Ferraz-Mello) — астероїд головного поясу, відкритий 1 грудня 1983 року.
Тіссеранів параметр щодо Юпітера — 2,972.